# Forca (estri)

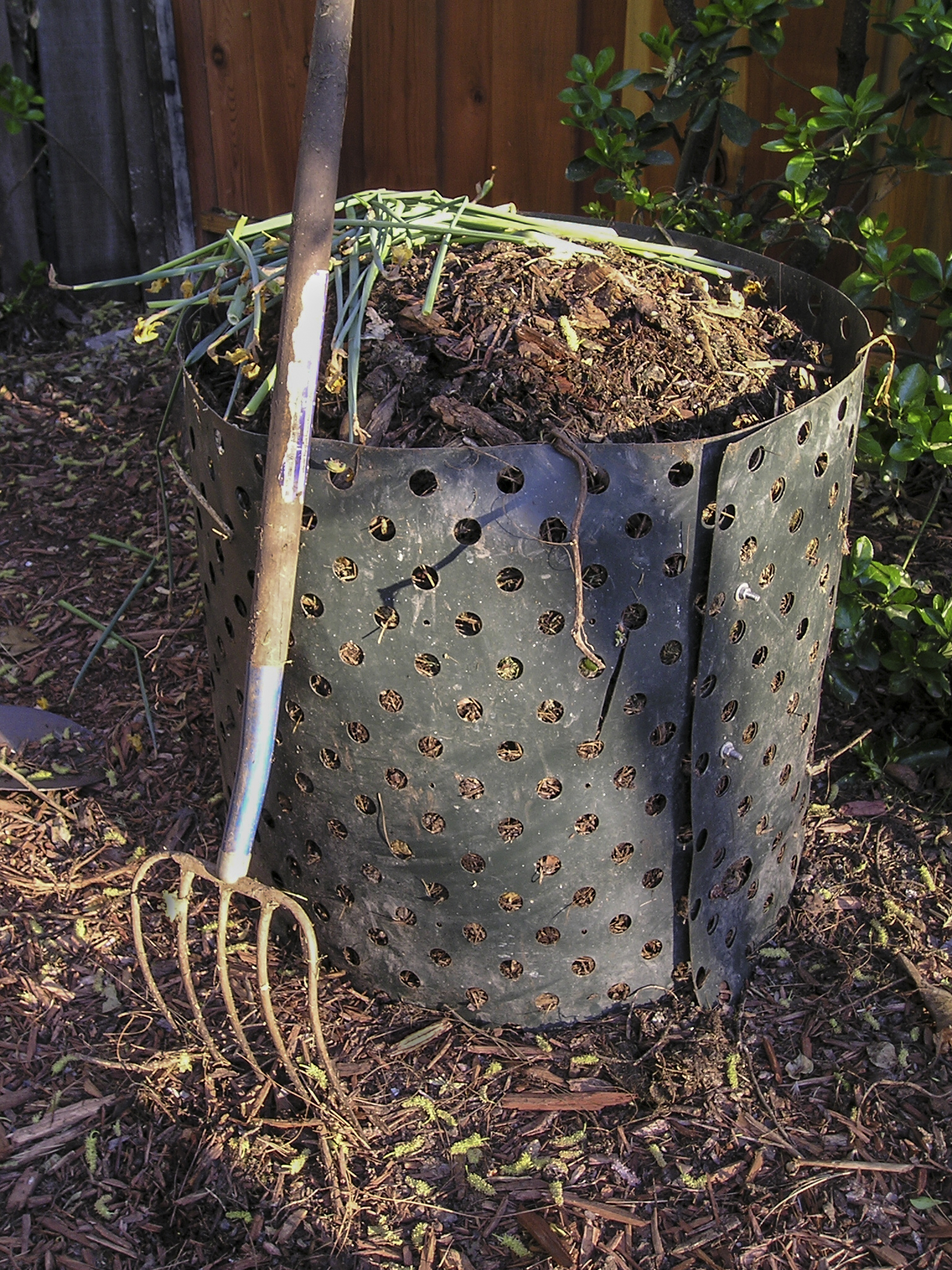
Forca al costat d'un munt de compost

Una forca és un estri amb un mànec llarg i amb llargues puntes en nombre generalment de 2 a 6 separades. S'utilitza per aixecar i llençar materials lleugers com palla, fulles i altres materials agrícoles. Les forques poden ser fetes de fusta o metall o la combinació de tots dos.
Als Països Catalans les forques es fan tradicionalment amb fusta de lledoner a través d'un llarg procés que comença amb donar-li la forma amb les branques encara unides de l'arbre i acaba amb un procés d'adobat que implica la immersió en aigua de la forca. Encara que sigui una eina amb una certa decadència es comercialitzen forques de lledoner com objecte ornamental. També es fabrica amb fusta de pi.
A Catalunya la fabricació de forques de lledoner és una indústria tradicional del poble d'Alentorn dins el municipi d'Artesa de Segre a la comarca de la Noguera.
No s'ha de confondre amb un dels tipus de fanga, en forma de forca, que té una altra utilitat, la de remoure la terra.
Moltes colles de diables usen les forques modificades per a sostenir-hi productes pirotècnics durant els correfocs.

## Tipus de forques
- Forca clara. Eina de fusta amb mànec llarg de dues mans amb tres forcons – també anomenats pues o pollegons - en la punta. S'utilitza per a regirar i ventar la collita.[7] Per al mateix ús també es fa servir la forca de dos pollegons, que només té dos forcons.[11]
- Forca espessa. Es diferencia de la forca clara per tenir sis o set forcons. Serveix per ventar la collita. Per ventar la palla barrejada amb el gra i el boll s'usa la forca de triança, de cinc o sis forcons.[7]
- Forca pallera. Aquesta varietat és més grossa, té un mànec més llarg (2 m), cinc o sis forcons també de llargària major que en altres forques (50 a 60 cm) i més separats (8 o 10 cm). serveix per alçar la palla, ficar-la en el paller, en el carro o embalar-la.[12]
- Forca de fem. Esta eina consisteix en una canó o canut del qual eix en el mateix plànol una barra amb cinc forcons. El mànec és llarg per a fer servir dues mans. L'ús principal de la forca de fem és carregar fem del femater en les sàries posades als matxos o altres bèsties de càrrega.[7]
- Forca fementera o femera.[13] Aquesta eina és molt diferent de la forca de fem, tot i tenir noms semblants. La forca fementera és un pal amb cinc o sis puntes de ferro que es fa servir per regirar, escampar i apilar el fem.[11]
- Forca de mànec de fusta. És una eina de fusta i ferro. El mànec de fusta suporta dos pollegons de ferro. Serveix per a carregar feixos de llenya.[11]

Les forques amb poques pues separades s'utilitzen normalment per a materials voluminosos com el fenc o la palla; les que les tenen més i més juntes s'utilitzen per a materials més solts com l'ensitjat, el fems, les fulles o el compost.

## Història
A Europa, la forca es va utilitzar per primera vegada a l'alta edat mitjana, aproximadament al mateix temps que la rella. Aquests estaven fets completament de fusta.

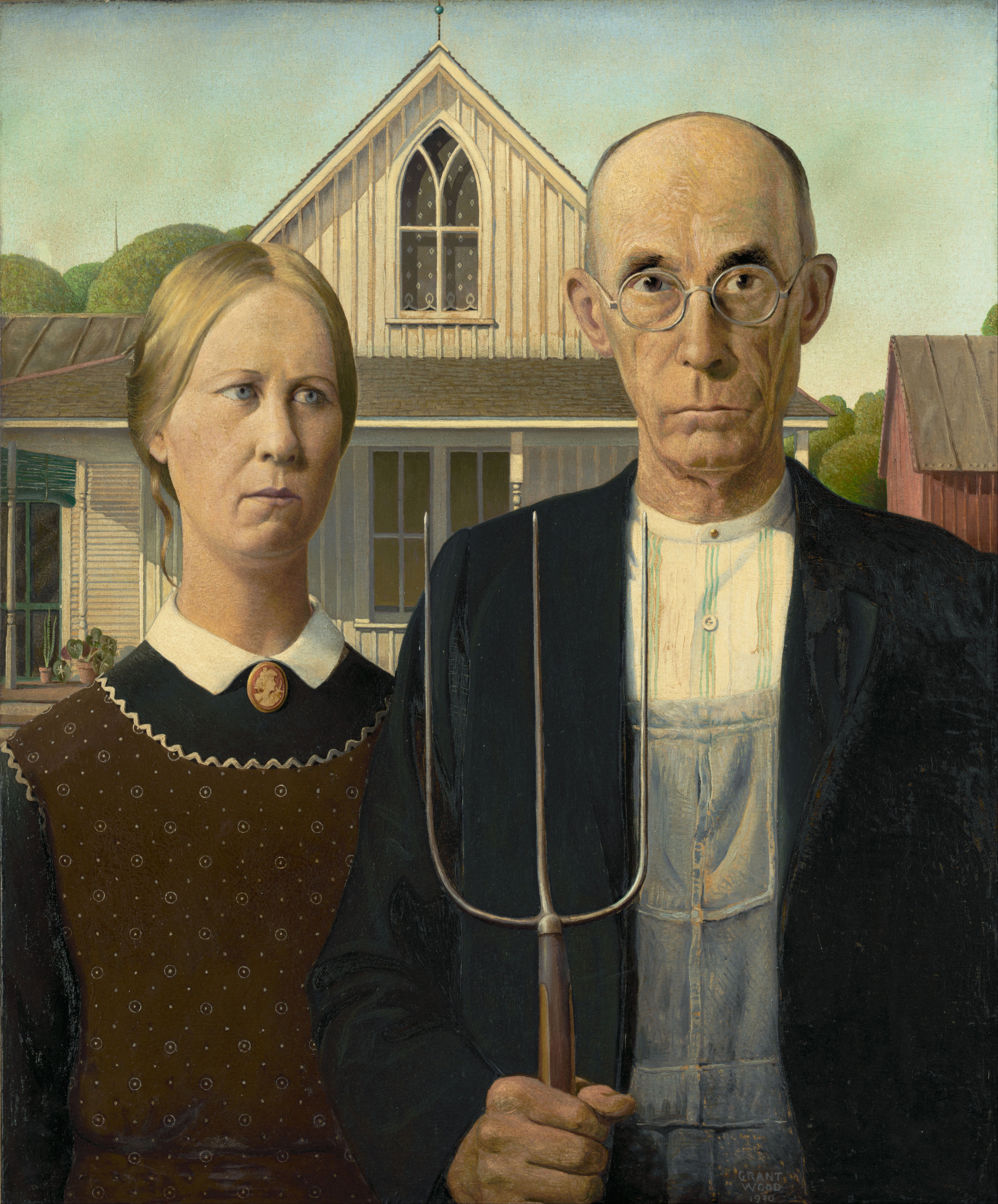
Gòtic americà, de Grant Wood, 1930

A l'Edat Mitjana, els camperols que no podien obtenir una arma adequada podien utilitzar les forques com a arma improvisada en la batalla. L'idioma visual d'una multitud de camperols organitzant una revolta armats només amb torxes i forques és ben conegut, si bé no necessàriament històric, i s'ha vist o parodiat en diverses obres.

### La forca com a arma improvisada
És molt fàcil presentar alguns exemples de les forques emprades com a armes per part de forces camperoles o tropes alçades en ambients rurals.
- 1710.[18]

- 1763.[19]

- 1793.[20]

- 1886.[21]

### Forca de guerra
Es pot consultar una descripcció de la forca de guerra a la referència adjunta, de 1881. L'obra citada parla també del setge de Muns de 1691, amb un paper important de les forques militars.

## En la cultura popular

###### Obres d'art
Pintures de diversos artistes representen una àmplia varietat de forques en ús i en repòs. Una obra americana notable és American Gothic (1930) de Grant Wood, que presenta una eina de tres puntes.

###### Política
Els Gangster Disciples, una colla de carrer del mig oest dels Estats Units, utilitzen una forca de tres puntes com un dels seus símbols.

## Forca emprada com a arma
Un trident és una llança de tres puntes. També es podria definir com una forca de tres puntes. S'utilitza per a la pesca submarina i, històricament, com a arma de llança. El trident també és l'arma de Posidó, o de Neptú, el déu del mar en la mitologia clàssica. En la mitologia hindú, és l'arma de Xiva, coneguda com a trishula (sànscrit per a 'triple-llança'). Ha estat utilitzat pels agricultors per eliminar fulles, llavors i brots de les tiges de plantes com el lli i el cànem.
La llança trident era l'arma típica dels gladiadors reciaris.
Les forques militars, mantenint la disposició bàsica de les forques de treball, podien adoptar formes més elaborades de les punxes (punxes de llergàries desiguals, punxes amb ganxos, etc).

### Revoltes pageses
En moltes de les revoltes dels pagesos contra el poder dominant (en cada cas), pel fet que molts dels pagesos no disposaven d'armes pròpiament dites, s'empraren les forques, les falçs, els bastons i similars.

## Batalla de les Forques Caudines
A la Batalla de les Forques Caudines, una derrota romana en un indret anomenat Forques Caudines va fer famosa l'expressió de "passar sota el jou" o "passar sota les forques caudines ".